# Генерал-Інзово
Генера́л-Інзово (болг. Генерал Инзово) — село в Ямбольській області Болгарії. Входить до складу общини Тунджа.

## Населення
За даними перепису населення 2011 року у селі проживали 870 осіб.
Національний склад населення села:
| Національність   | Кількість осіб | Відсоток |
| ---------------- | -------------- | -------- |
| болгари          | 835            | 97,9%    |
| цигани           | 3              | 0,4%     |
| турки            | 0              | 0%       |
| інша             | 10             | 1,2%     |
| не визначились   | 5              | 0,6%     |
| Всього відповіли | 853            |          |

Розподіл населення за віком у 2011 році:
Динаміка населення: